# Balthasar Gossner
Balthasar Gossner, auch Balthasar Goßner (* 3. Januar 1877 in Zaiertshofen (Schwaben); † 7. November 1937 in Krumbach) war ein deutscher Mineraloge und Kristallograph.

## Leben
Gossner promovierte 1902 in München und habilitierte 1908 an der dortigen Ludwig-Maximilians-Universität. Vom 11. Oktober 1920 bis zum 31. März 1925 war er außerordentlicher Professor und Nachfolger von Paul Niggli an der Universität Tübingen und der Mineralogischen Sammlung des Museums der Universität Tübingen.
Anschließend war er bis 1937 als Nachfolger von Paul Heinrich von Groth ordentlicher Professor und Direktor der Mineralogischen Staatssammlung München der Staatlichen Naturwissenschaftlichen Sammlungen Bayerns.

## Schriften
- Kristallberechnung und Kristallzeichnung, Leipzig, W. Engelmann, 1914
- Der chemische Bau der Silikate, Tübingen, J. C. B. Mohr, 1923
- Lehrbuch der Mineralogie, Leipzig, Friedrich Brandstetter, 1924
- mit Karl Hugo Strunz: Über strukturelle Beziehungen zwischen Phosphaten (Triphylin) und Silikaten (Olivin) und über die chemische Zusammensetzung von Ardennit, 1932